# Frederick Cavendish
Frederick Charles Cavendish, né le 30 novembre 1836 à Eastbourne et poignardé à mort le 6 mai 1882 au Phoenix Park de Dublin, est un homme politique anglais, protégé du Premier ministre William Gladstone. 
Il épouse Lucy Lyttelton en 1864. Il est nommé Secrétaire en chef britannique de l'Irlande (Chief Secretary for Ireland) en mai 1882 et est assassiné peu après avec Thomas Henry Burke.

## Biographie
Secrétaire privé de lord Granville de 1859 à 1864, il voyage aux États-Unis (1859-1860) et en Espagne (1860) et est élu comme libéral au Parlement comme représentant du West Riding of Yorkshire (1865-1882). Secrétaire-privé de Glastone (1872-1873), lord du Trésor (1873), secrétaire financier au Trésor (1880-1882), il devient secrétaire d’État pour l'Irlande en 1882. 
Il est tué à coups de couteaux l'après-midi même de sa nomination par des nationalistes irlandais durant une promenade dans Phoenix Park à Dublin, avec le sous-secrétaire d’État Henry Thomas Burke. 
Jules Verne mentionne ces événements dans son roman P'tit-bonhomme (partie 2, chapitre X).